# Сузука (стаза)
Сузука међународна тркачка стаза (енгл. Suzuka International Racing Course) или скраћено само Сузука је тркачка стаза која се налази у близини јапанског града Сузука.
На њој су се одржавале трке  Велике награде Јапана које се бодују за шампионат формуле 1.

## Историја
Трке које се бодују за шампионат формуле 1 су се на Сузуки возиле од 1987. до 2006. године.
Традиционално је Сузука била трка која је затварала сезону.
Од 20 трка које су затварале сезону у 11 је победник шампионата одређиван баш на овој стази.
Сузука је чувена по свом специфичном облику.
То је била једина стаза у облику цифре осам, тј. возачи на једном месту проласком кроз подвожњак/надвожњак пролазе једни крај других у различитим смеровима.
Од 2004. године  Велика награда Бразила је преузела улогу да затвара сезону.
Од 2007. године Велика награда Јапана се вози на стази Фуџи.

## Победници
Највише победа на Сузуки је имао Михаел Шумахер - чак шест у периоду од 1997. до 2004.
По две победе су остварили Герхард Бергер, Аиртон Сена, Дејмон Хил и Мика Хакинен.
| Година | Возач            | Конструктор       |
| ------ | ---------------- | ----------------- |
| 2006   | Fernando Alonso  | Рено              |
| 2005   | Кими Раиконен    | Макларен Мерцедес |
| 2004   | Михаел Шумахер   | Ферари            |
| 2003   | Рубенс Барикело  | Ферари            |
| 2002   | Михаел Шумахер   | Ферари            |
| 2001   | Михаел Шумахер   | Ферари            |
| 2000   | Михаел Шумахер   | Ферари            |
| 1999   | Мика Хакинен     | Макларен Мерцедес |
| 1998   | Мика Хакинен     | Макларен Мерцедес |
| 1997   | Михаел Шумахер   | Ферари            |
| 1996   | Дејмон Хил       | Вилијамс-Рено     |
| 1995   | Михаел Шумахер   | Бенетон-Рено      |
| 1994   | Дејмон Хил       | Вилијамс-Рено     |
| 1993   | Аиртон Сена      | Макларен-Форд     |
| 1992   | Рикардо Патрезе  | Вилијамс-Рено     |
| 1991   | Герхард Бергер   | Макларен-Хонда    |
| 1990   | Нелсон Пике      | Бенетон-Форд      |
| 1989   | Алесандро Нанини | Бенетон-Форд      |
| 1988   | Аиртон Сена      | Макларен-Хонда    |
| 1987   | Герхард Бергер   | Ферари            |